# Archieparquía de Hajdúdorog
La archieparquía de Hajdúdorog (en latín: Archieparchia Haidudoroghen(sis) y en húngaro: Hajdúdorogi főegyházmegye) es una circunscripción eclesiástica greco-católica húngara de la Iglesia católica en Hungría, sede metropolitana sui iuris de la provincia eclesiástica de Hajdúdorog. La archieparquía tiene al archieparca Fülöp Kocsis como su ordinario desde el 2 de mayo de 2008.
En el Anuario Pontificio la Santa Sede usa el nombre Hajdúdorog per i Cattolici di rito bizantino.

## Territorio y organización

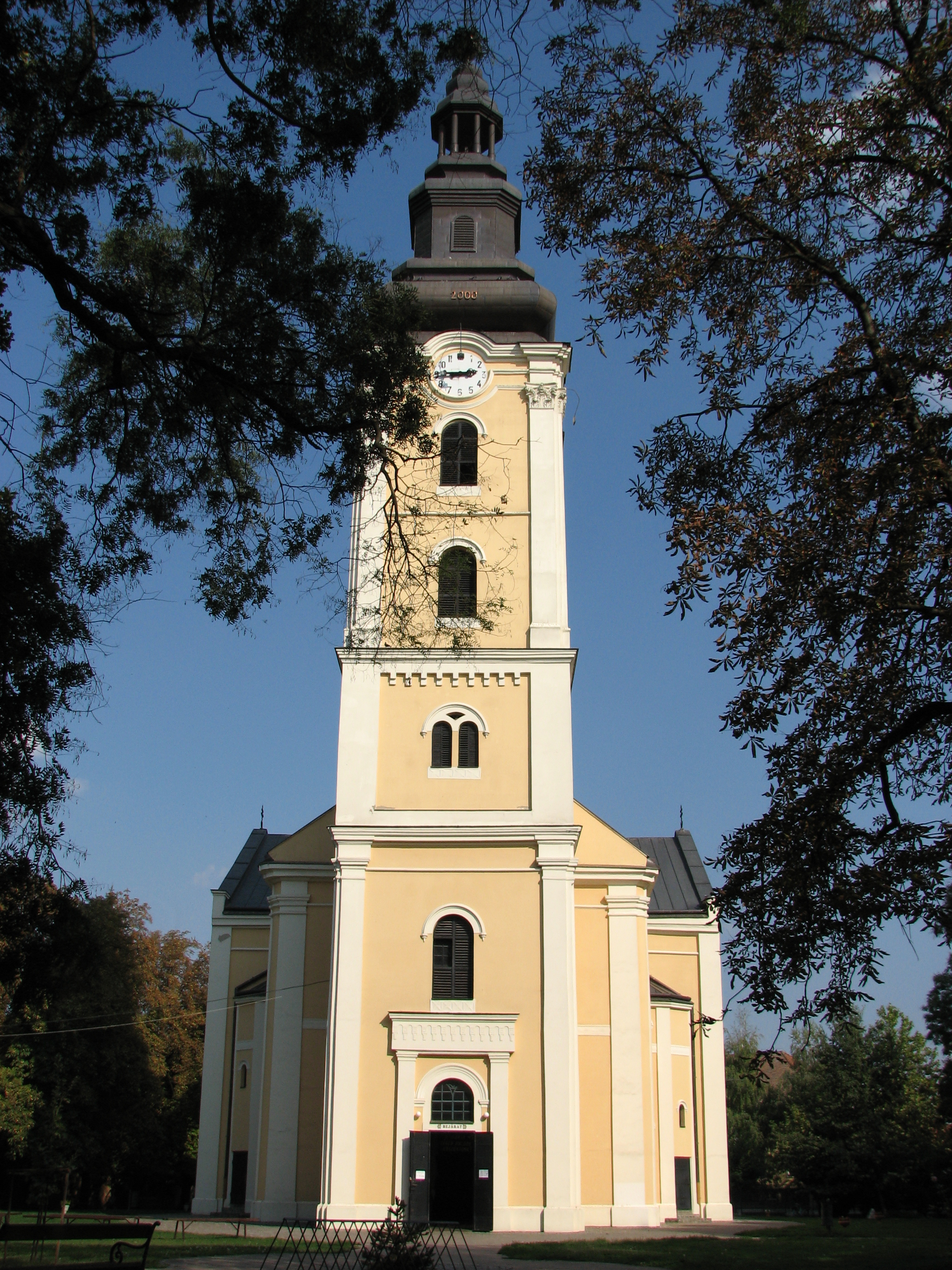
Excatedral de la Protección de la Madre de Dios, Hajdúdorog

La archieparquía extiende su jurisdicción sobre los fieles de rito bizantino greco-católico húngaro residentes en la mayor parte del territorio de Hungría, excepto los condados de: Nógrád, Heves, Borsod-Abaúj-Zemplén, Szabolcs-Szatmár-Bereg y la parte occidental del distrito de Hajdúnánás en el condado de Hajdú-Bihar.
La sede de la archieparquía se encuentra en la ciudad de Debrecen, en donde se encuentra la Catedral de Santa María del Patrocinio, mientras que en Hajdúdorog se halla la excatedral de la Protección de la Madre de Dios.
La archieparquía tiene como sufragáneas a las eparquías de: Miskolc y Nyíregyháza.
En 2018 en la archieparquía existían 43 parroquias agrupadas en 7 decanatos:
- Budai Esperesi Kerület, con sede en Buda, con 8 parroquias en: Budaörs, Budapest, Halásztelek, Érd, Estrigonia, Győr, Pomáz y Szigetszentmiklós.
- Debreceni Esperesi Kerület, con sede en Debrecen, con 6 parroquias en: Debrecen (3), Debrecen-Józsa, Hajdúsámson y Hajdúszoboszló.
- Hajdúdorogi Esperesi Kerület, con sede en Hajdúdorog, con 4 parroquias en: Hajdúböszörmény, Hajdúdorog (2) y Téglás.
- Nyíradonyi Esperesi Kerület, con sede en Nyíradony, con 10 parroquias en: Álmosd, Bedő, Fülöp, Létavértes (2), Nyírábrány, Nyíracsád, Nyíradony, Nyírmártonfalva y Pocsaj.
- Pécsi Esperesi Kerület, con sede en Pécs, con 3 parroquias en: Dunaújváros, Pécs y Veszprém.
- Pesti Esperesi Kerület, con sede en Pest, con 7 parroquias en: Budapest (5), Gödöllő y Vác.
- Szegedi Esperesi Kerület, con sede en Szeged, con 4 parroquias en: Kecskemét, Makó, Szeged y Szolnok.

## Historia
En el siglo XVIII un grupo de protestantes húngaros se unieron a la Iglesia católica adoptando el rito bizantino en vez del latino. Principalmente debido a este último elemento, los greco-católicos de Hungría comenzaron a utilizar el lenguaje húngaro en la liturgia en lugar del eslavo eclesiástico. Las propuestas de utilización de la lengua húngara fueron resistidas por las autoridades de la Iglesia, por lo que la primera traducción al húngaro de la liturgia de San Juan Crisóstomo fue publicada en el 1795 para estudios privados. Un libro conteniendo las partes de la liturgia que el pueblo cantaba fue publicado en 1862, y luego otros libros, ninguno de los cuales recibió la autorización eclesiástica. Representantes de 58 parroquias húngaro-parlantes se encontraron en 1868 y establecieron una organización para promover el uso litúrgico de la lengua húngara y el establecimiento de una eparquía separada. 
Durante el peregrinaje a Roma de un grupo de greco-católicos húngaros con motivo del año santo de 1900, se presentó al papa León XIII una petición para que fuera aprobado el uso del idioma húngaro en la liturgia y se creara una diócesis para ellos.
La eparquía de Hajdúdorog fue erigida el 8 de junio de 1912 mediante la bula Christifideles graeci del papa Pío X, separando territorio de la eparquía de Prešov (hoy archieparquía), de Mukácheve, de Gherla (hoy eparquía de Cluj-Gherla), de Oradea, de la archieparquía de Făgăraș y Alba Iulia y de la arquidiócesis de Estrigonia (hoy arquidiócesis de Estrigonia-Budapest).

Quapropter Nos, benigne excipientes vota Maiestatis Suae Francisci Iosephi Austriae Imperatoris et Regis Hungariae apostolici, nec non preces venerabilium fratrum Nostrorum Cardinalis Primatis Archiepiscopi Strigoniensis aliorumque eiusdem Regni sacrorum Antistitum, omnibus sedulo ac maturo studio perpensis, suppleto praeterea, quatenus opus sit, quorum intersit vel sua interesse praesumant consensu, de apostolicae potestatis plenitudine unam dioecesim Graeci ritus catholici in Regno Hungarico instituendam decernimus, Hajdu-Doroghensem denominandam, in eum qui sequitur modum.

La erección de la eparquía se originó por el deseo de los católicos de habla húngara de tener su propia circunscripción eclesiástica independiente, sin embargo no faltaron las quejas de los obispos rumanos de rito bizantino, quienes consideraban a todos los fieles de sus diócesis como pueblo étnico rumano, quienes a raíz de la magiarización habían olvidado su lengua. La eparquía de Oradea, en particular, consideró excesivo el número de parroquias cedidas. Originalmente se propuso como sede de la nueva eparquía de Debrecen, pero el municipio de Hajdúdorog intervino ofreciendo amplios terrenos para el obispado. Los gastos para el establecimiento de la mesa del obispo corrieron a cargo del gobierno austrohúngaro y también en agradecimiento por esta generosidad, el papa concedió al emperador el derecho de presentar al eparca. En la misma bula de erección se prohíbe expresamente el uso del húngaro, que no se contaba entre las lenguas litúrgicas, en las funciones litúrgicas y se establece que se utilice el griego antiguo. Dado que la nueva eparquía, erigida sobre la base de un criterio lingüístico, se extendía sobre un territorio muy extenso, desde la aislada parroquia de Budapest hasta los Cárpatos, se preveía que el eparca gobernara las parroquias más al este a través de un vicario.
Como consecuencia de las tensiones étnicas suscitadas por la erección de la eparquía Hajdúdorog, el 23 de febrero de 1914 un ataque golpeó la residencia temporal del eparca István Miklósy en Debrecen. Tres asistentes del eparca murieron en la explosión de un paquete bomba, incluido el vicario general Mihály Jaczkovics. El propio István Miklósy escapó del ataque porque lo llamaron por teléfono en otra habitación. El autor del ataque fue el anarcocomunista Ilie Cătărău, colaborador de los servicios secretos rumano y ruso.
El 9 de abril de 1934 por el decreto Apostolica sedes de la Congregación para las Iglesias Orientales cedió 67 parroquias que a consecuencia del Tratado de Trianón pasaron a territorio de Rumania a eparquías de la Iglesia greco-católica rumana: 35 parroquias a la archieparquía de Făgăraș y Alba Iulia, 22 parroquias a la eparquía de Oradea y 10 parroquias a la eparquía de Maramureș.

Quapropter, ab infrascripto Cardinali Secretario, in audientia diei 28 Februarii a. 1934 Summo Pontifici relatione facta, eadem Sanctitas Sua, suppleto quatenus opus sit, quorum interest, vel sua in hac re interesse praesumant consensu, sexaginta septem paroecias olim dioecesi Hajdudorogensi tributas, et nunc in territorio Romaniae exsistentes, de Apostolicae potestatis plenitudine, respectivis dioecesibus rumenis aggregavit et addixit, iubens hoc fieri per decretum Sacrae Congregationis Orientalis.

En 1935 pasaron a Hungría las parroquias de Bedőt y de Battonyát, que pertenecían a las diócesis rumanas de Oradea y de Lugoj, por lo que la Santa Sede las anexó a la eparquía de Hajdúdorog.
El 5 de marzo de 2011 mediante el decreto Ut aptius spirituali de la Congregación para las Iglesias Orientales cedió 29 parroquias al exarcado apostólico de Miskolc (hoy eparquía de Miskolc).

Arcidecanato di Zemplén - Decanato di Hegyalia, Bekecs; Bodrogkeresztúr; Bodrogolaszi; Komlóska; Mezőzombor; Szerencs; Tokaj; Tolcsva – Decanato di Miskolc, Berzék; Felsőzsolca; Hejőkeresztúr; Miskolc(-Belváros); Miskolc-Avas; Miskolc-Diósgyőr; Miskolc-Görömböly; Miskolc-Szirma; Sajópálfala; Sajópetri; Sajóvámos; Tiszaújváros; – Decanato di Sátoraljaújhely, Dámóc; Kenézlő; Pácin; Rudabányácska; Sárospatak; Sárospatak-Végardó; Sátoraljaújhely; Vajdácska; Zemplénagárd.

El 20 de marzo de 2015 fue elevada al rango de metrópolis por la bula De spiritali itinere del papa Francisco, y le fueron asignadas como sufragáneas las eparquías de Miskolc yNyíregyháza. Esta última fue erigida con territorio desmembrado de la eparquía de Hajdúdorog. Luego de esta decisión, la sede de la curia archieparquial fue trasferida a la ciudad de Debrecen.

De spiritali itinere nec non regimine Christifidelium Hungariae ritus Byzantini Nosmet Ipsi, Qui pergrave Successoris Petri munus exercemus, valde solliciti, aptiores etiam eis ecclesiasticas structuras instituere volumus. Auditis igitur Venerabili Fratre Nostro Cardinale Praefecto Congregationis pro Ecclesiis Orientalibus ceterisque quorum interest, summa Apostolica potestate Eparchiam Haidudoroghensem ad gradum Ecclesiae Metropolitanae Haidudoroghensis ritus Byzantini appellandae evehimus, cum sede principe in urbe Debrecensi, propriis cum iuribus et obligationibus. Eius suffraganeae deinceps erunt Eparchiae Nyiregyhazana et Miskolcensis hoc ipso die constitutae. Haec omnia reliquaque secundum normas Codicis Canonum Ecclesiarum Orientalium temperentur. Insuper de eodem absoluto negotio sueta documenta exarentur et ad memoratam Congregationem mittantur. Quod autem hac Apostolica Constitutione fieri censuimus, perpetuo custodiri iubemus contrariis quibuslibet causis haudquaquam obstantibus. Futurum certe interea esse arbitramur ut haec Nostra sententia plurimos pariat salutares fructus posteris annis in apostolatu cotidiano et totius gregis illius flore conspicuo.

Con la bula In hac suprema se erigió la Iglesia metropolitana sui iuris de Hungría y se trasladó la catedral a la iglesia de Santa María del Patrocinio en Debrecen.

## Estadísticas
Según el Anuario Pontificio 2019 la archieparquía tenía a fines de 2018 un total de 110 000 fieles bautizados.
| Año                                                                             | Población            | Población | Población      | Sacerdotes | Sacerdotes    | Sacerdotes    | Bautizados por sacerdote | Diáconos permanentes | Religiosos | Religiosos | Parroquias |
| Año                                                                             | Bautizados católicos | Total     | % de católicos | Total      | Clero secular | Clero regular | Bautizados por sacerdote | Diáconos permanentes | Varones    | Mujeres    | Parroquias |
| ------------------------------------------------------------------------------- | -------------------- | --------- | -------------- | ---------- | ------------- | ------------- | ------------------------ | -------------------- | ---------- | ---------- | ---------- |
| 1948                                                                            | 195 440              | 3 038 342 | 6.4            | 180        | 165           | 15            | 1085                     |                      | 20         | 18         | 107        |
| 1969                                                                            | 245 000              | 4 539 000 | 5.4            | 198        | 189           | 9             | 1237                     |                      | 9          |            | 122        |
| 1980                                                                            | 300 000              | ?         | ?              | 162        | 162           |               | 1851                     |                      |            | 14         | 126        |
| 1990                                                                            | 250 000              | ?         | ?              | 191        | 186           | 5             | 1308                     |                      | 6          | 18         | 131        |
| 1999                                                                            | 253 000              | ?         | ?              | 192        | 187           | 5             | 1317                     |                      | 9          | 16         | 140        |
| 2000                                                                            | 253 000              | ?         | ?              | 187        | 181           | 6             | 1352                     |                      | 7          | 16         | 139        |
| 2001                                                                            | 253 000              | ?         | ?              | 177        | 171           | 6             | 1429                     |                      | 7          | 16         | 139        |
| 2002                                                                            | 253 000              | ?         | ?              | 194        | 186           | 8             | 1304                     | 1                    | 9          | 16         | 143        |
| 2003                                                                            | 248 987              | ?         | ?              | 210        | 202           | 8             | 1185                     | 1                    | 10         | 13         | 147        |
| 2004                                                                            | 248 987              | ?         | ?              | 210        | 204           | 6             | 1185                     |                      | 8          | 13         | 147        |
| 2006                                                                            | 270 000              | ?         | ?              | 222        | 216           | 6             | 1216                     | 2                    | 10         | 11         | 145        |
| 2009                                                                            | 270 000              | ?         | ?              | 231        | 224           | 7             | 1168                     |                      | 9          | 6          | 148        |
| 2013                                                                            | 270 000              | ?         | ?              | 192        | 184           | 8             | 1406                     | 4                    | 10         | 3          | 125        |
| 2015                                                                            | 205 000              | ?         | ?              | 188        | 183           | 5             | 1090                     | 3                    | 11         | 3          | 126        |
| 2018                                                                            | 110 000              |           |                | 61         | 61            |               | 1803                     | 5                    |            |            | 43         |
| Fuente: Catholic-Hierarchy, que a su vez toma los datos del Anuario Pontificio. |                      |           |                |            |               |               |                          |                      |            |            |            |

## Episcopologio

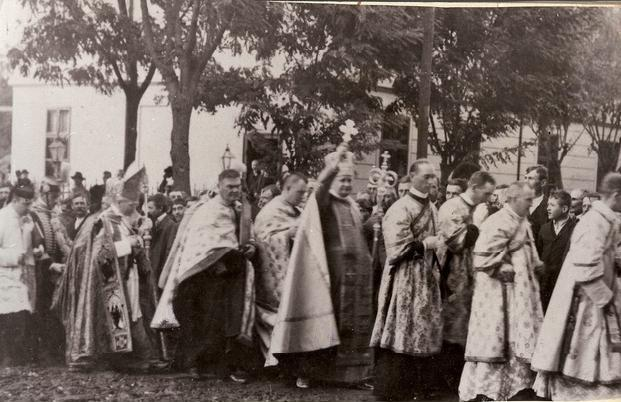
Consagración del primer eparca István Miklósy, 5 de octubre de 1913

- István Miklósy † (23 de junio de 1913-30 de octubre de 1937 falleció)
- Miklós Dudás, O.S.B.M. † (25 de marzo de 1939-15 de julio de 1972 falleció)
  - Sede vacante (1972-1975)
- Imre Timkó † (7 de enero de 1975-30 de marzo de 1988 falleció)
- Szilárd Keresztes (30 de junio de 1988-10 de noviembre de 2007 retirado)
  - Szilárd Keresztes (10 de noviembre de 2007-2 de mayo de 2008) (administrador apostólico)
- Fülöp Kocsis, desde el 2 de mayo de 2008